# بچه کاراته‌کار
بچه کاراته‌کار (انگلیسی: The Karate Kid) یک فیلم درام آمریکایی در سبک هنرهای رزمی به نویسندگی رابرت مارک کامن و کارگردانی جان جی. آویلدسن است که در سال ۱۹۸۴ منتشر شد. این اولین قسمت از مجموعه فیلم‌های بچه کاراته‌کار می‌باشد. رالف ماکیو، پت موریتا، الیزابت شو و ویلیام زابکا از بازیگران اصلی این فیلم هستند. فیلم داستان دنیل لاروسو (ماکیو)، یک نوجوان ایتالیایی-آمریکایی را دنبال می‌کند که با مادر بیوه خود به محله‌ای در لس آنجلس نقل مکان می‌کند. در آنجا، لاروسو با آزار و اذیت قلدرهای جدید خود روبرو می‌شود، که یکی از آنها جانی لارنس (زابکا)، دوست پسر سابق، میلز (الیزابت شو) است. در نتیجه، لاروسو توسط یک کاراته و کهنه‌کار جنگی به نام آقای میاگی (موریتا) کاراته را آموزش می‌دهد تا به لاروسو کمک کند تا از خود دفاع کند و در یک تورنمنت کاراته در برابر زورگویانش شرکت کند.
کلمبیا پیکچرز با کامن تماس گرفت تا فیلمی شبیه به موفقیت قبلی آویلدسن راکی (۱۹۷۶) بسازد، پس از امضای قرارداد با کارگردان. کامن هنگام نوشتن فیلم از وقایع زندگی واقعی داستان یک دانش آموز ۸ ساله تام پای در هاوایی الهام گرفت. در نتیجه، او عقاید محکمی در مورد بازیگران داشت و به شدت برای گنجاندن موریتا درخواست کرد. آماده‌سازی فیلم بلافاصله پس از تکمیل ویرایش نهایی فیلمنامه آغاز شد و انتخاب بازیگر بین آوریل و ژوئن ۱۹۸۳ انجام شد. تصویربرداری اصلی در ۳۱ اکتبر ۱۹۸۳ در لس آنجلس آغاز شد و تا ۱۶ دسامبر تکمیل شد.
این فیلم در در ۲۲ ژوئن ۱۹۸۴ در ایالات متحده اکران شد. این فیلم عمدتاً نقدهای مثبتی از منتقدان دریافت کرد که بسیاری از آنها سکانس‌های اکشن، نوشته‌ها، مضامین، اجراها و موسیقی را تحسین کردند. این فیلم همچنین یک موفقیت تجاری بود و بیش از ۱۳۰ میلیون دلار در سرتاسر جهان فروخت که آن را به یکی از پردرآمدترین فیلم‌های سال ۱۹۸۴ و بزرگ‌ترین فیلم هالیوود در سال تبدیل کرد. این فیلم زندگی حرفه‌ای بازیگری موریتا را که قبلاً بیشتر برای نقش‌های کمدی شناخته شده بود، احیا کرد و نامزدی جایزه اسکار بهترین بازیگر نقش مکمل مرد را برای او به ارمغان آورد. این فیلم متعاقباً یک امتیاز رسانه‌ای را راه اندازی کرد و برای محبوبیت کاراته در ایالات متحده اعتبار دارد.

## بازخوردها
- در جمع‌آوری نقد راتن تومیتوز، این فیلم بر اساس ۴۴ نقد، با میانگین امتیاز ۶٫۸ از ۱۰، و دارای ۸۹ درصد محبوبیت است.[۱۰]
- در متاکریتیک، فیلم بر اساس ۱۵ منتقد، میانگین وزنی امتیاز ۶۰ از ۱۰۰ را دارد که نشان‌دهنده «نقدهای مختلط یا متوسط» است.[۱۱]

### گیشه
این فیلم یک موفقیت تجاری بود و ۱۰۰ میلیون دلار (معادل ۲۸۳ میلیون دلار در سال ۲۰۲۲) در ایالات متحده و کانادا به دست آورد تا به یکی از پردرآمدترین فیلم‌های سال ۱۹۸۳ و بزرگ‌ترین موفقیت سالانه هالیوود تبدیل شود.